# Bandera de Inglaterra

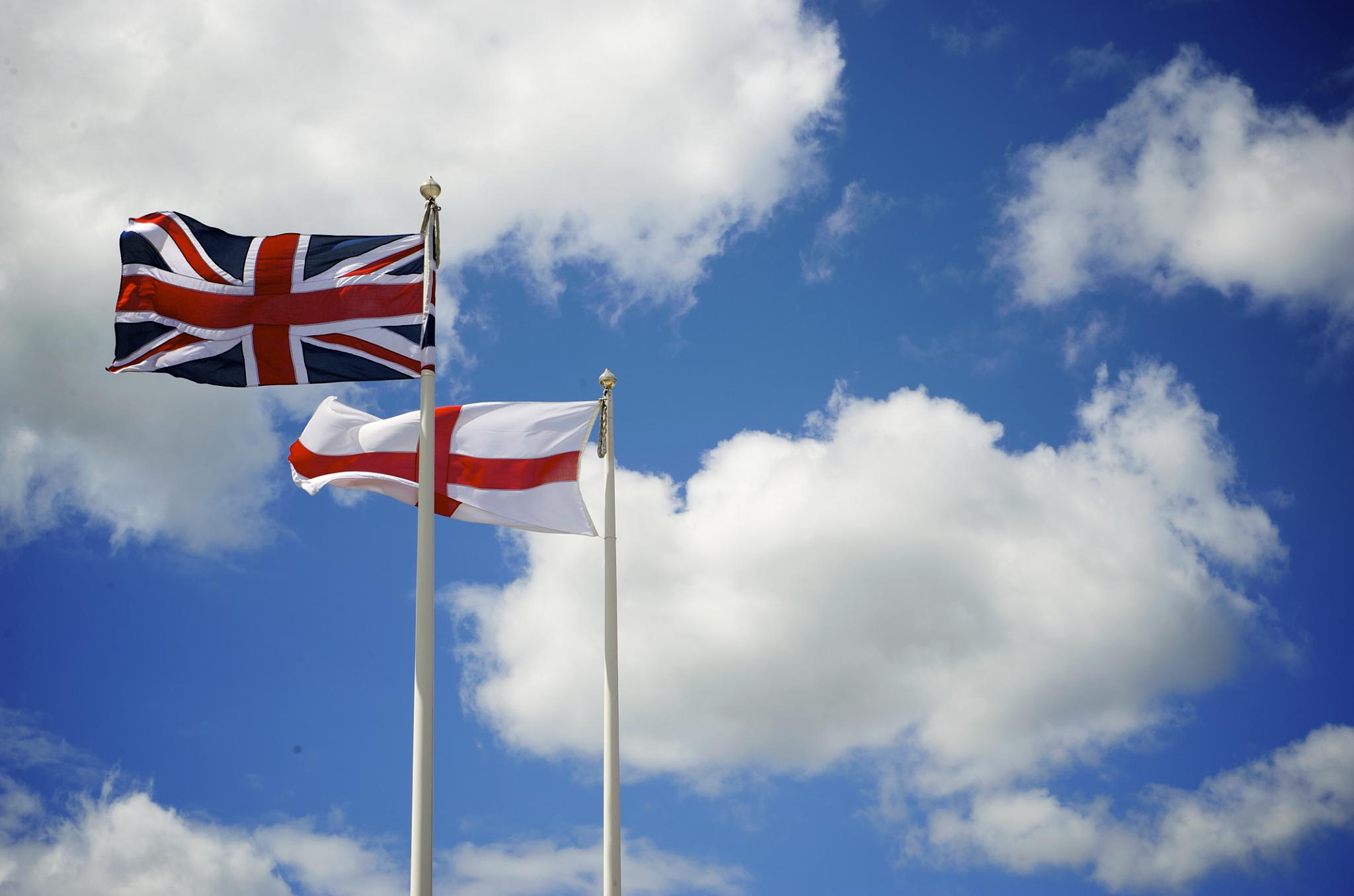
Bandera de Inglaterra ondeando junto a la bandera de Reino Unido.

La bandera de Inglaterra es la bandera nacional de Inglaterra, nación constitutiva del Reino Unido. Proviene de la cruz de San Jorge (blasón heráldico: argén, cruz de gules). La asociación de la cruz roja como emblema de Inglaterra se remonta a finales de la Edad Media, cuando se utilizó de forma gradual y creciente junto con el estandarte real. Se convirtió en la única bandera de un santo permitida para ondear en público durante la Reforma inglesa y, al mismo tiempo, se convirtió en la bandera marítima por excelencia, conocida como enseña blanca. Se utilizó como componente del diseño de la Union Jack en 1606.
Se ha utilizado ampliamente desde la década de 1990, específicamente en eventos deportivos nacionales, especialmente durante las campañas de los equipos nacionales de fútbol de Inglaterra.